# Melanodes
Melanodes är ett släkte av fjärilar. Melanodes ingår i familjen mätare.
Kladogram enligt Catalogue of Life:
| Melanodes | \| \| Melanodes anthracitaria \| \| \| \| \| \| Melanodes carvus \| \| \| \| |
|           | \| \| Melanodes anthracitaria \| \| \| \| \| \| Melanodes carvus \| \| \| \| |
|           | Melanodes anthracitaria                                                      |
|           |                                                                              |
|           | Melanodes carvus                                                             |
|           |                                                                              |

## Bildgalleri

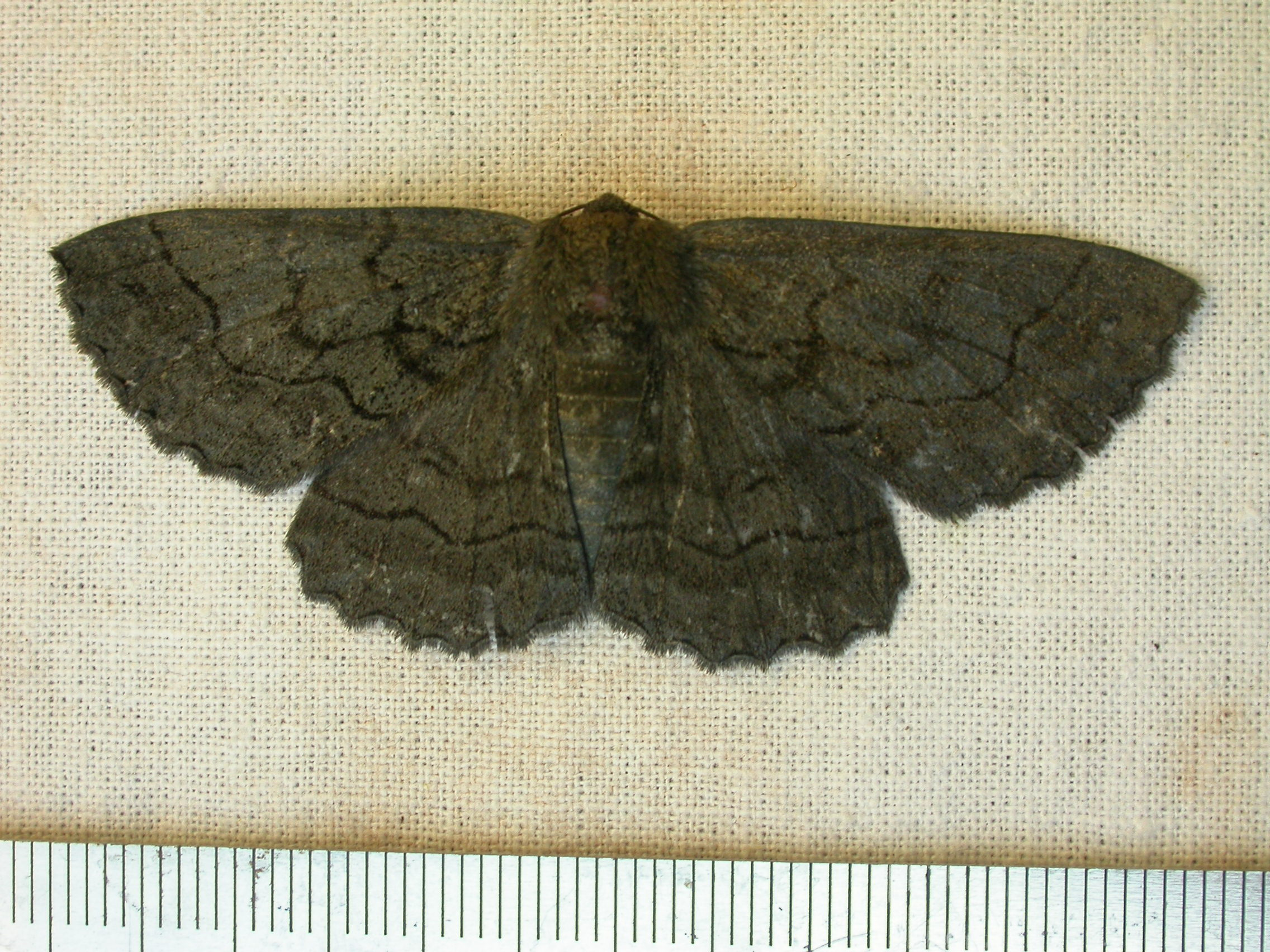
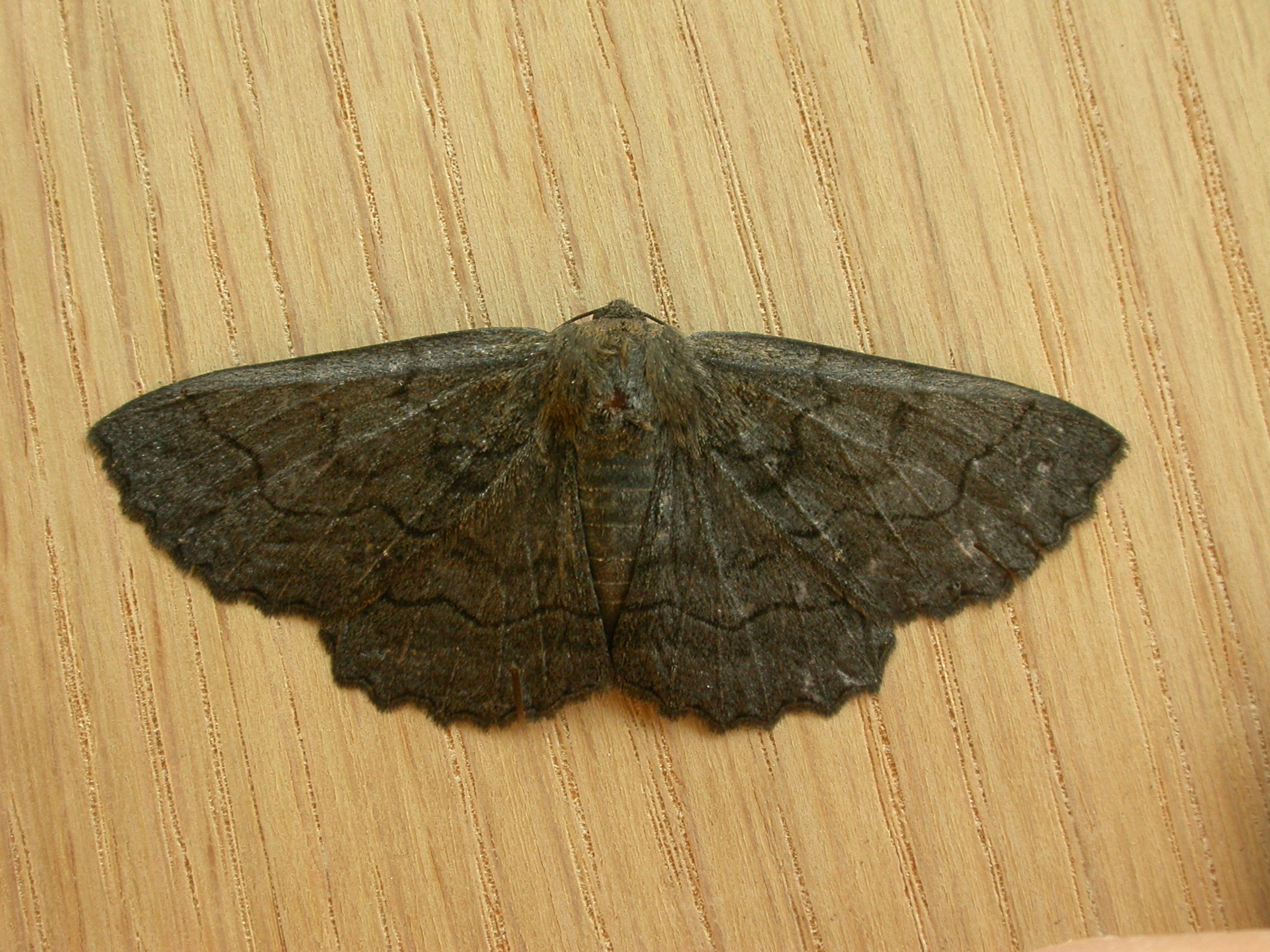
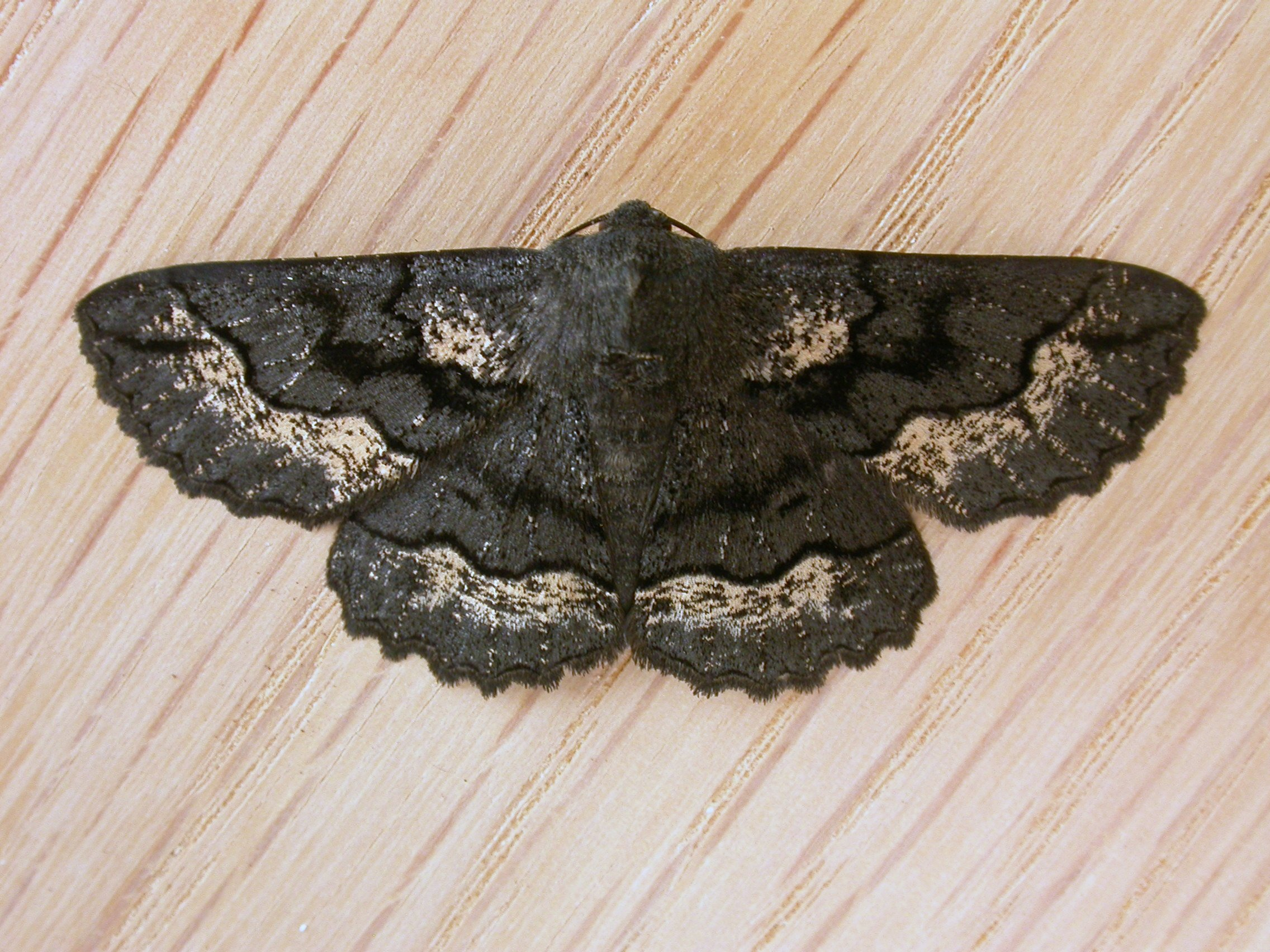
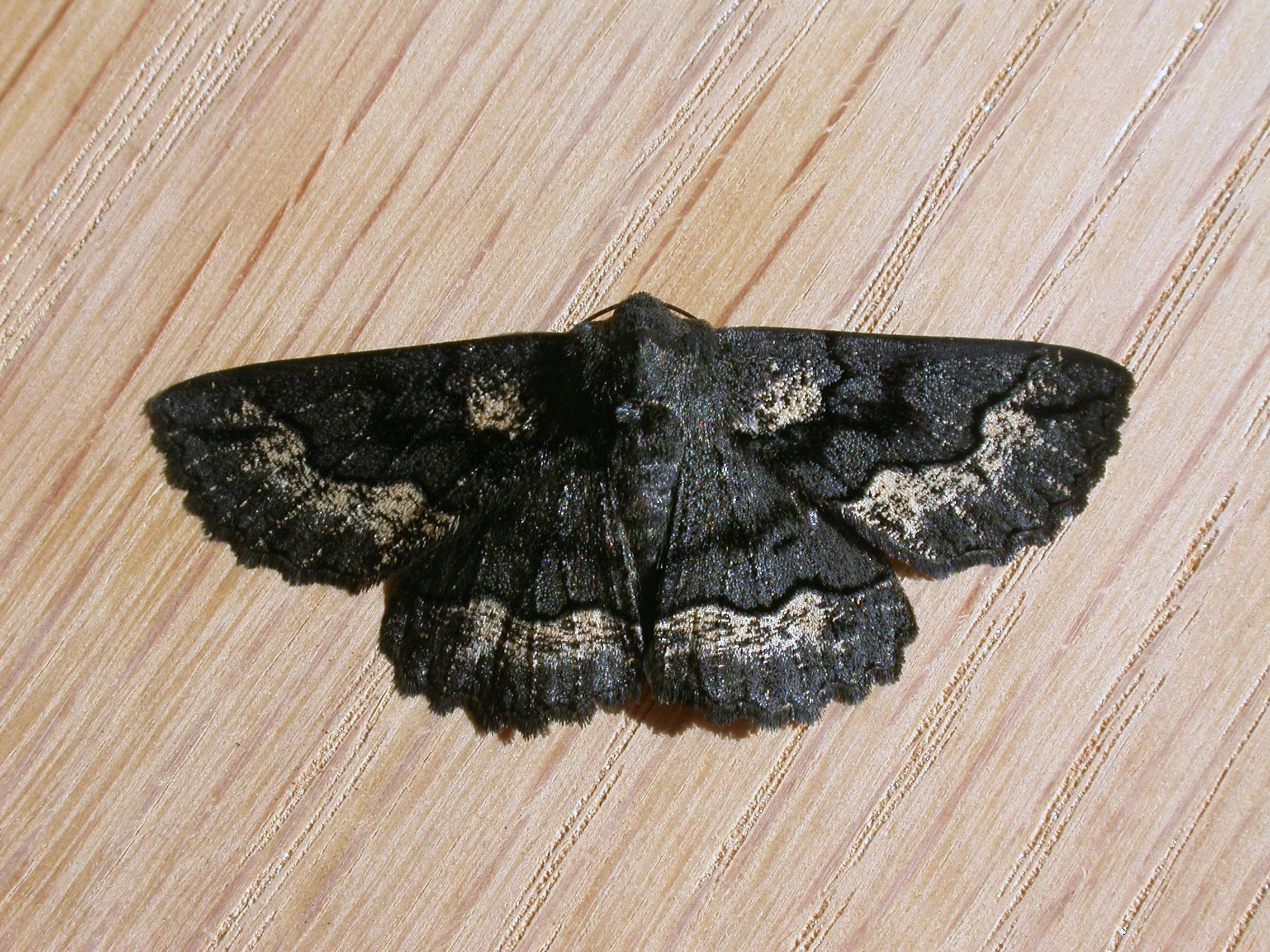
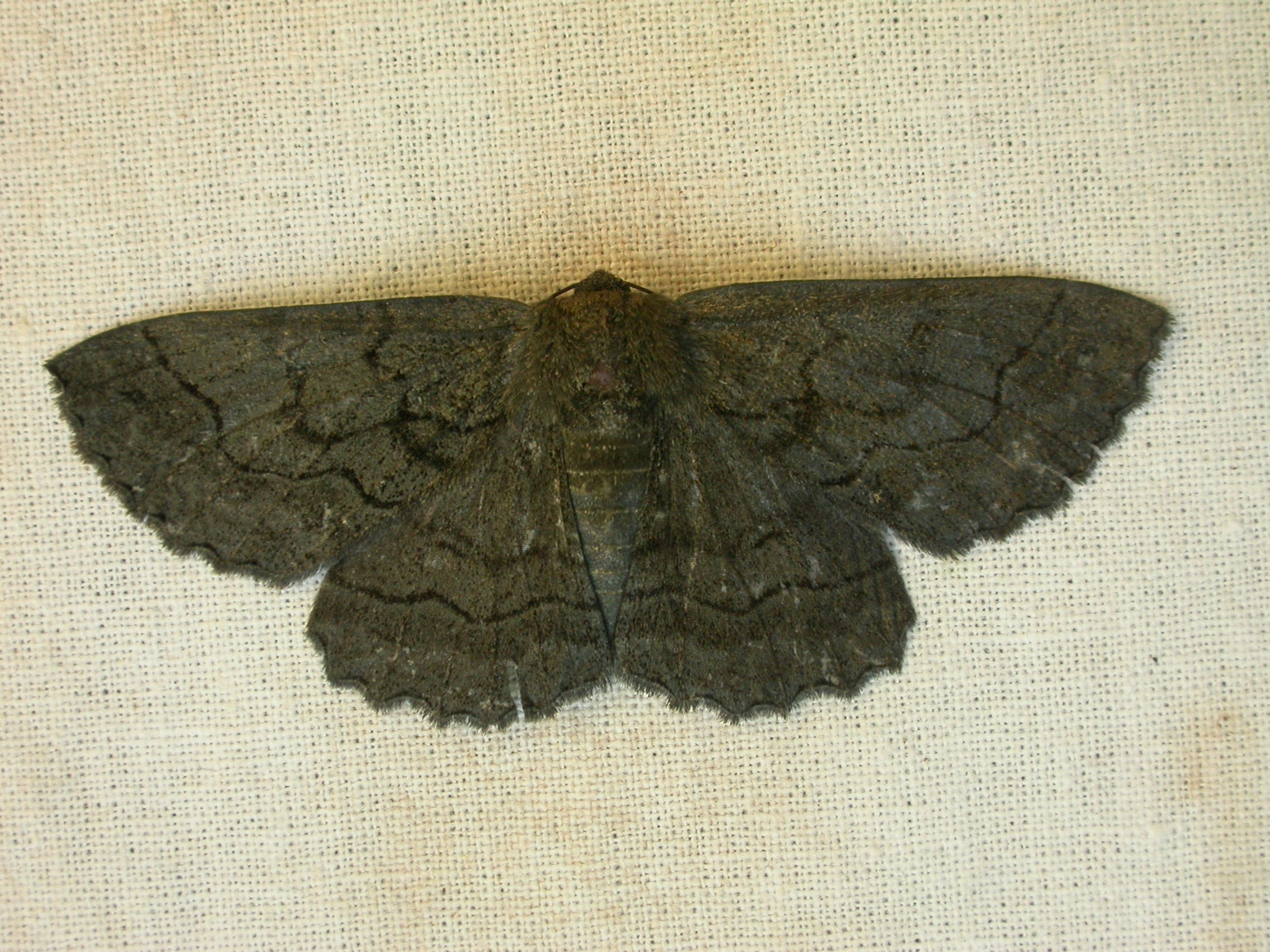